# Epipsestis renalis
Epipsestis renalis är en fjärilsart som beskrevs av Moore 1888. Epipsestis renalis ingår i släktet Epipsestis och familjen sikelvingar. Inga underarter finns listade i Catalogue of Life.